# Rhododendron Scintillation
Sorten 'Scintillation' er en hybrid, som har de fleste gener fra arten Rhododendron fortunei. Det er en mellemstor busk med en næsten rund, kompakt vækst. Bladene er stedsegrønne og bredt ovale og hvælvede. Oversiden er mørkegrøn, mens undersiden er mat lysegrøn. Blomstringen sker ved månedsskiftet maj-juni, hvor busken bærer talrige stande hver med op til 14 lyserøde blomster, der hver har en brunrød svælgtegning. Frugterne er tørre, opsprækkende kapsler.
Ikke-synlige træk
Rodnettet er meget tæt forgrenet med filtede finrødder. Planten er afhængig af at få etableret en symbiose med mykorrhiza-svampe.
Højde x bredde
2,00 x 2,50 m (10 x 10 cm/år)
Anvendelse
Sorten er ret hårdfør. Den kan bruges i ethvert surbundsbed.